# Massageolie

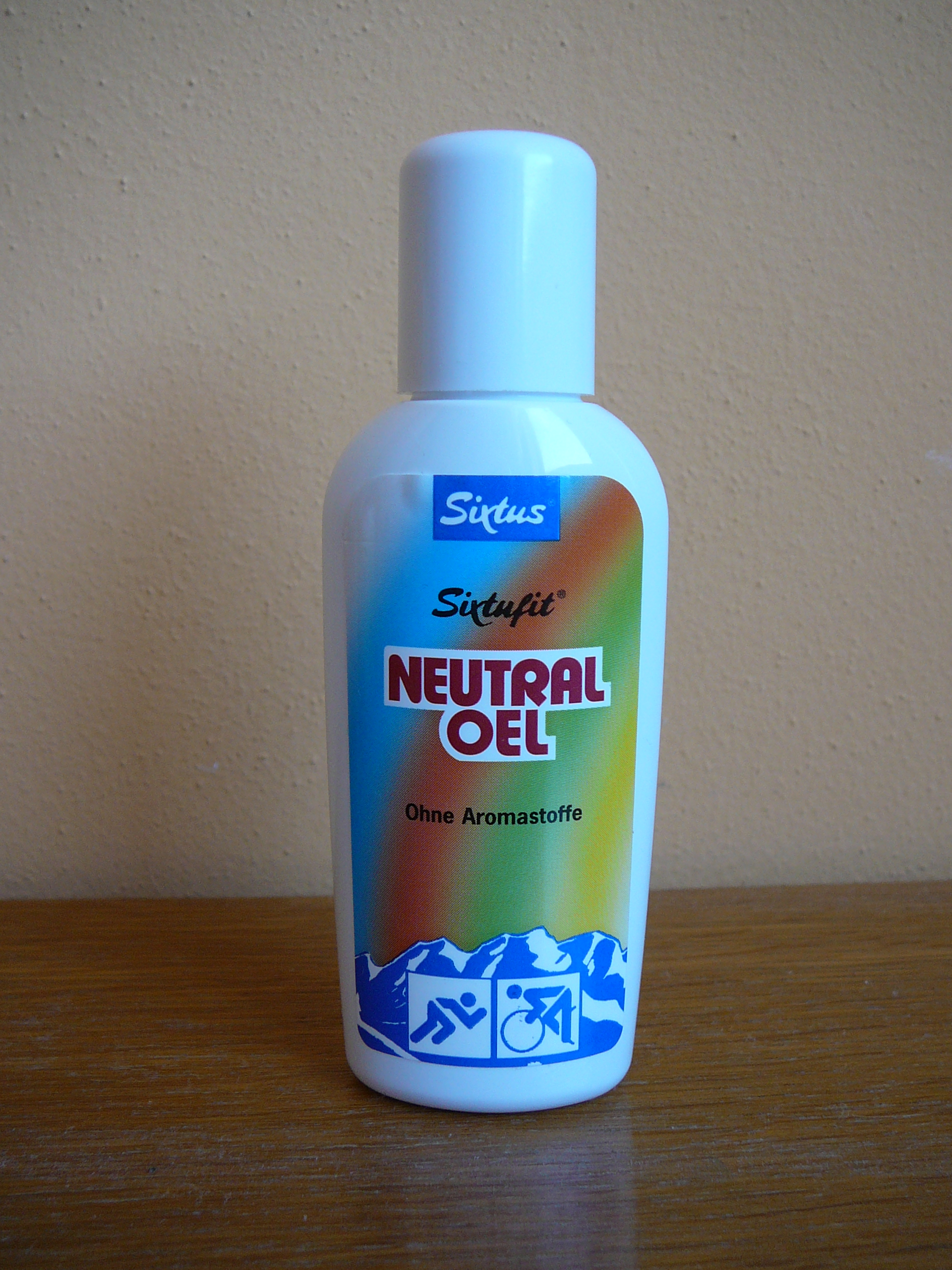
Een flesje massageolie

Massageolie is een olie die gebruikt wordt voor massage. De massageolie wordt dan gebruikt als glijmiddel zodat er geen pijnlijke stroefheid optreedt. Vaak bestaat de olie uit een basisolie en etherische oliën. Sommige leveranciers voegen parfumoliën toe aan een massageolie.
Een goede basisolie wordt niet snel door de huid opgenomen, kleeft niet, heeft geen indringende geur en heeft uiteraard het juiste evenwicht tussen glijden en wegglijden (dus de juiste viscositeit/stroperigheid).
Van plantaardige oorsprong zijn oliën die worden gewonnen uit:
- amandel (wordt goed door de huid opgenomen en laat geen filmlaag achter, voor de meeste huidtypes geschikt. Gebruikt wordt de zoete amandelolie, de olie van de bittere amandel is giftig doordat hij blauwzuur bevat)
- abrikozenpit (zeer geschikt voor gezichtmassages)
- perzikpit (een heel zachte olie)
- sesam (erg stabiel door hoog gehalte aan antioxidanten)
- jojoba (is eigenlijk een vloeibare was, wordt niet ranzig en verzorgt goed, geschikt voor een droge en/of gevoelige huid)
- druivenpit (wordt minder snel door de huid opgenomen dan amandelolie, wordt veel in Engeland gebruikt, relatief goedkoop, geschikt voor een vette huid)
- avocado (voor een droge huid)
- zonnebloemolie (wordt ook vaak genoemd als goedkope basis voor "doe-het-zelf"-olie). Geschikt voor een vette huid)
- soja (voor een vette huid)
- Macadamianoot (verzorgend om huidcellen te herstellen)

De beste olie wordt uit de gekoelde eerste koude persing gewonnen. Indien bij het persen niet alle olie wordt gewonnen, worden tussen de persingen de pulp verwarmd en/of warm water toegevoegd. De kwaliteit neemt dan af. Bij de persing dient gekoeld te worden zodat de bij de persing ontstane warmte de sporenelementen en voedingsstoffen niet afbreekt. Olie kan ook door raffinage worden gewonnen. Dit is het oplossen (extractie) van de olie met behulp van een chemische stof, die dan naderhand wordt verwijderd.
Daarnaast zijn er oliën van minerale oorsprong te koop, zoals paraffineolie en vaseline. Het nadeel zou kunnen zijn dat ze de huid afdekken en soms de huidtalg oplossen, waardoor de huid zijn vet verliest en er andere neveneffecten optreden (ook wel paraffineverslaving genoemd).
Aan massageolie kan etherische olie of parfumolie worden toegevoegd, meestal in een verdunning van 2%, met een maximum van 8%. Een etherische olie mag nooit onverdund op de huid worden aangebracht, met uitzondering van de oliën lavendel en tea tree, deze etherische oliën zijn veilig voor direct contact op de huid. Het verschil tussen een etherische olie en een parfumolie is dat een etherische olie direct van een plant gewonnen wordt en door middel van stoomdistillatie een deel etherische olie en een deel hydrolaat uit voortkomt. Deze geur is ook vele malen sterker dan een parfumolie. Een parfumolie is in een fabriek gemaakt en is synthetisch samengesteld om een geur na te bootsen. In de prijs van de oliën zit daarom ook een fors verschil, evenals in de dosering.

## Nadelen
Het gebruik van massageolie kan vlekken op kleding veroorzaken, vooral als er kleurstof is gebruikt. Massageolie kan allergische reacties opleveren, vooral als er parfumoliën zijn toegevoegd. Mensen met een notenallergie kunnen problemen krijgen met arachide, macadamianootolie, jojobaolie of amandelolie. Een allergische reactie op een massageolie is over het algemeen snel merkbaar wanneer zonder wrijving op de huid de huid rood wordt en/of er bultjes ontstaan. Jeuk is een van de signalen die aangeeft dat het gaat om een allergische reactie.
Verder tast massageolie rubber aan, en kan de werking van condooms tenietdoen.